# 카복실산염

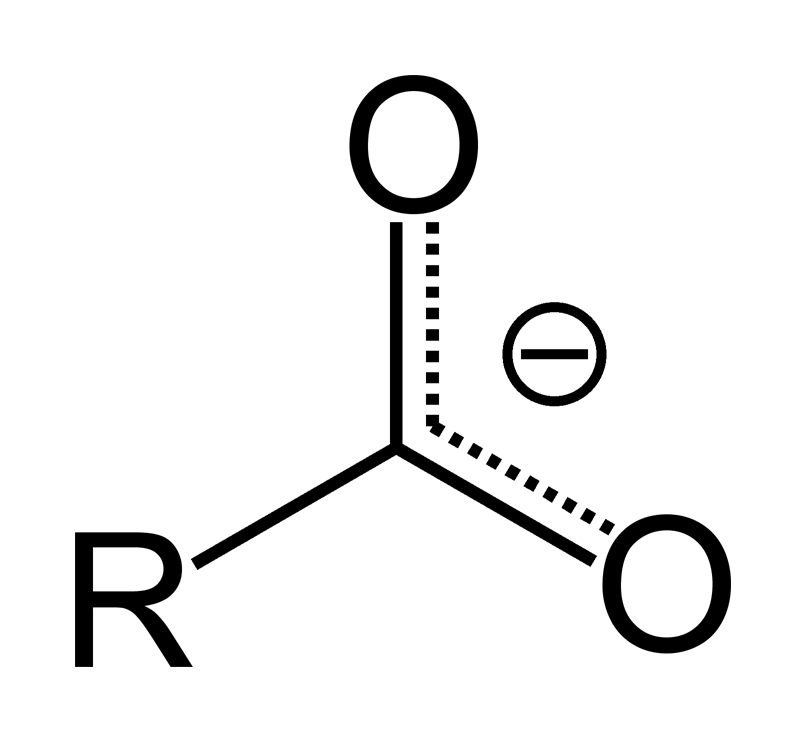
카복실산염의 구조

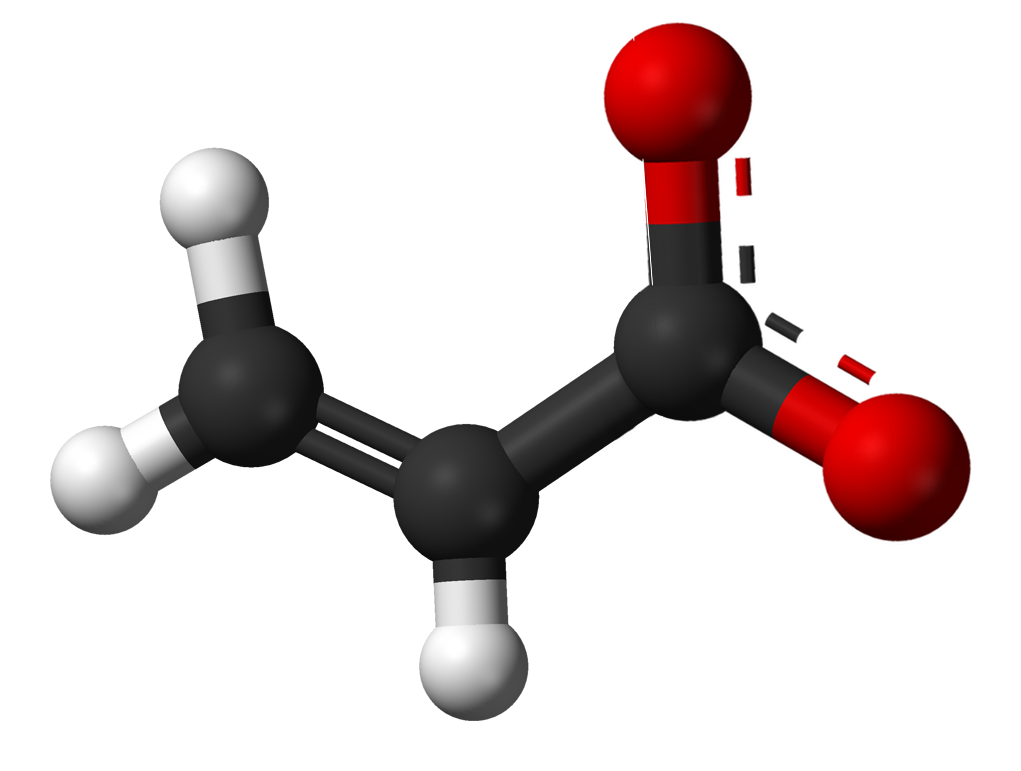
아크릴산 이온

카복실산염(영어: carboxylate)은 유기화학에서 카복실산의 짝염기로 RCOO−
 (또는 RCO−
2)이다. 카복실산염은 음전하를 띠는 이온이다.
카복실산염은 일반식이 M(RCOO)
n인 염으로, 여기서 M은 금속이고 n은 1, 2,...이다. 카복실산 에스터는 일반식이 RCOOR′(RCO
2R′로도 표시됨)이며, 여기서 R과 R'는 유기기이다.

## 같이 보기
- 카복실산
- 짝염기
- 카복실산 에스터